# RC4WD
RC4WD е производител и продавач на радиоуправляеми моделни части, превозни средства и оборудване. Основана е през 2001 г. в района на Сан Франциско. Техните продукти са избирани от NASA и се появяват в телевизията и списанията в много страни. Компанията е правила части за най-бързия захранван с батерии радиоуправляем автомобил. 

## История на RC4WD
RC4WD е основана пр ез 2001 в района на Сан Франциско, Калифорния, САЩ, в гараж. Първоначално RC4WD започва като „Магазин за всичко“ (уебсайт) за резервни части и части за изпълнение за RC Monster Камиони. Бизнесът израства с помощта на RCMT.net, форум общност, посветена на любителите на RC Monster Камиони. През 2005 г. фирмата има на склад близо 800 части от компании като Thundertech Racing, JPS, New Era Models, Imex, Defiance Racing, RC Alloy, Vertigo Performance и др. До 2007 г. RC4WD най-накрая се мести в малък склад в Сан Хосе. През юли 2010 г., се появява първият лицензиран продукт, The Dick Cepek „Mud Country“ 1.9. Следващата година, през февруари 2011 г., Horizon Hobby започват да разпространяват продуктите на RC4WD. През март 2014 г., Towerhobbies започват да продават продуктите на RC4WD.

## RC комплекти
- 1/10 Trail Finder Truck
- 1/10 Gelande Truck
- 1/5 Killer Krawler
- 1/10 Subzero Truck
- 1/10 Boyer Truggy
- 1/10 Worminator 6x6 Truck
- 1/10 Gelande D110 Truck
- 1/10 Fracture Truck with V8 engine
- 1/10 Bully Crawler
- 1/10 Timberwolf Scale Truck
- 1/10 Trail Stomper Truck
- 1/10 Trail Finder II Truck
- 1/10 Gelande II Truck

## RC4WD в медиите

### Признание и награди
- Май 2010 – списание Wired – „Избор на редактора“ RC4WD Killer Krawler
- Ноември 2011 – NASA RC Rover Robotic Arm – RC4WD Killer Krawler[3]

### В телевизията
- юли 2012 г. – RC4WD в Машините на Стейси Дейвид (канал Speed)

### В списанията
- Ноември 2008 – MAX BASHING интерактивно дигитално списание – RC4WD Diablo
- Ноември 2008 – списание RC (Япония) – RC4WD Trail Finder
- Май 2010 – списание MAKE – RC4WD Killer Krawler
- юни 2010 г. – списание XTREME RC CARS – RC4WD Gelande
- Юли 2010 – списание TRUCMODELL (Германия) – RC4WD Gelande
- Февруари 2013 – списание RACER (Англия) – RC4WD Trail Finder 2